# Rhadinocentrus
Rhadinocentrus is een geslacht van straalvinnige vissen uit de familie van de regenboogvissen (Melanotaeniidae).

## Soorten
- Rhadinocentrus ornatus Regan, 1914